# معجون الروبيان

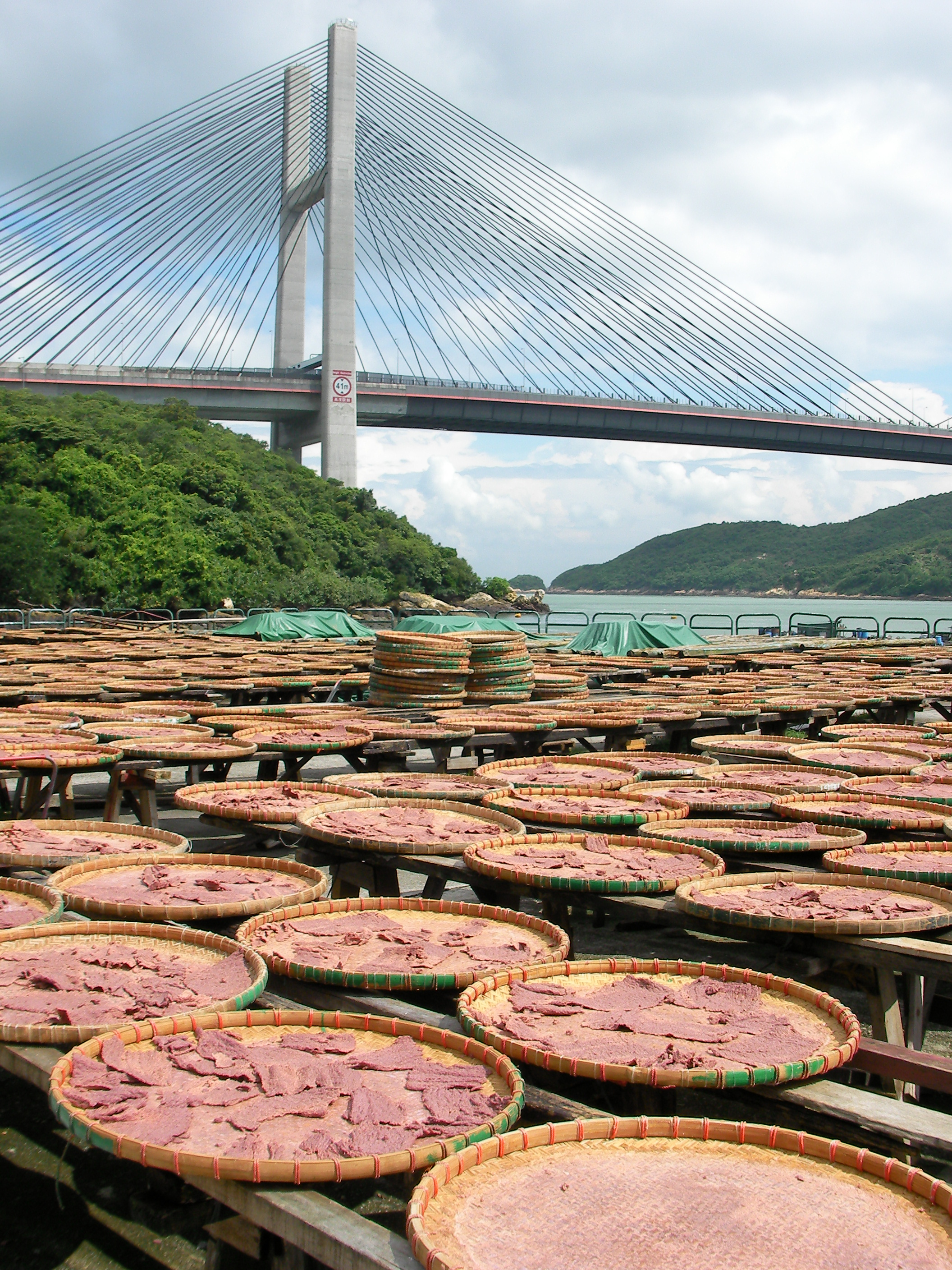
معجون الروبيان يتم تجفيفه تحت أشعة الشمس في ما وان، هونج كونج

معجون الروبيان أو صلصة الجمبري هو بهار مخمر يشيع استخدامه في جنوب شرق آسيا والمأكولات الساحلية الصينية. وهي مصنوعة في المقام الأول من سحق ناعما الروبيان أو الكريل المطحون جيدًا والممزوج بالملح، ثم يُخمر لعدة أسابيع. يُباع إما في شكله الرطب أو المجفف بالشمس وإما مقطع إلى كتل أو يُباع بكميات كبيرة. وهو عنصر أساسي في كثير من الكاري والصلصات والسامبال. يمكن العثور على معجون الروبيان في عديد الوجبات في كمبوديا، إندونيسيا، لاوس، ماليزيا، ميانمار، الفلبين، سنغافورة، تايلند، وفيتنام. غالبا ما يكون مكونا في غميس للأسماك أو الخضار.

## التاريخ

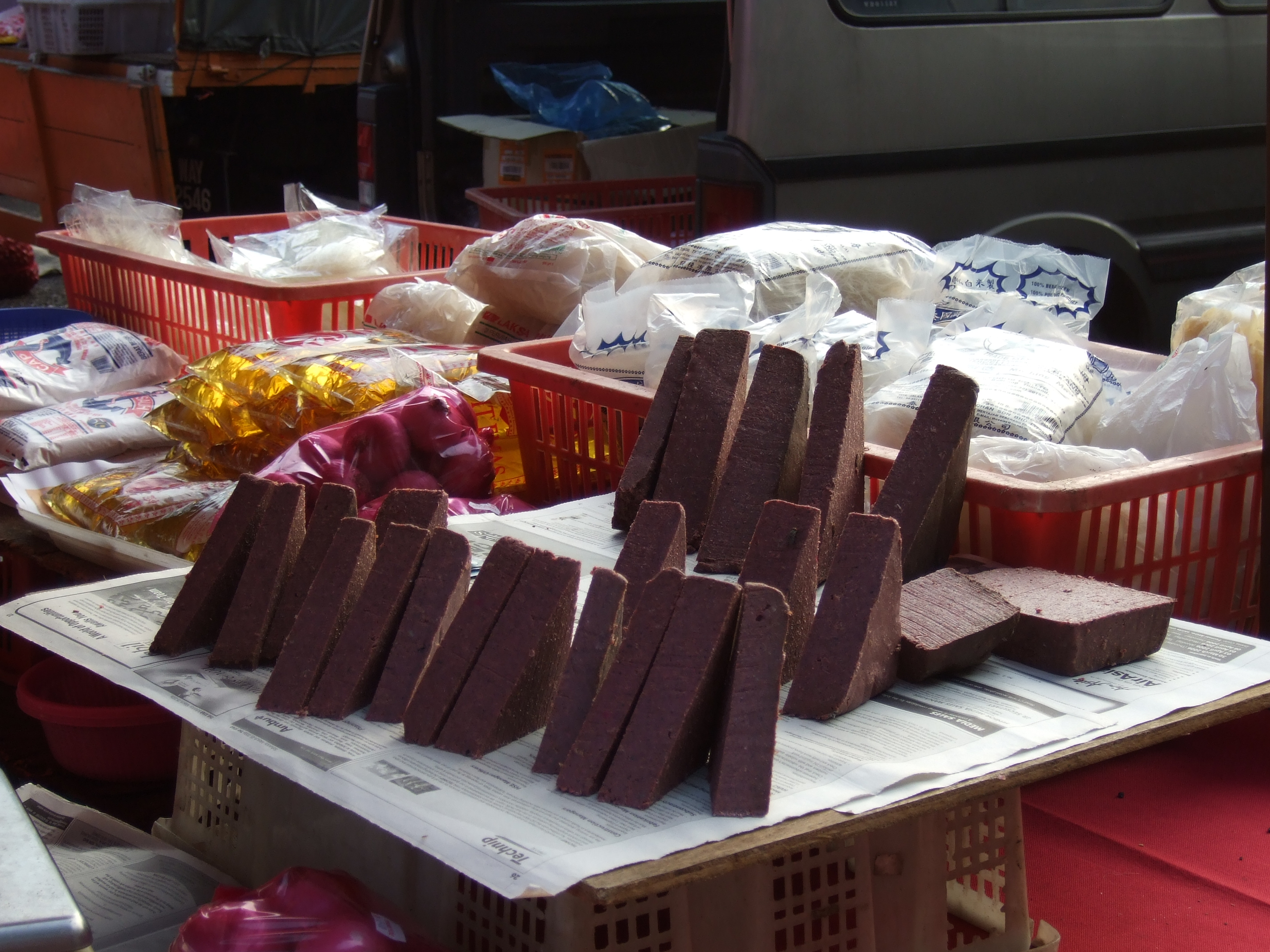
بيلاكان في أحد أسواق ماليزيا

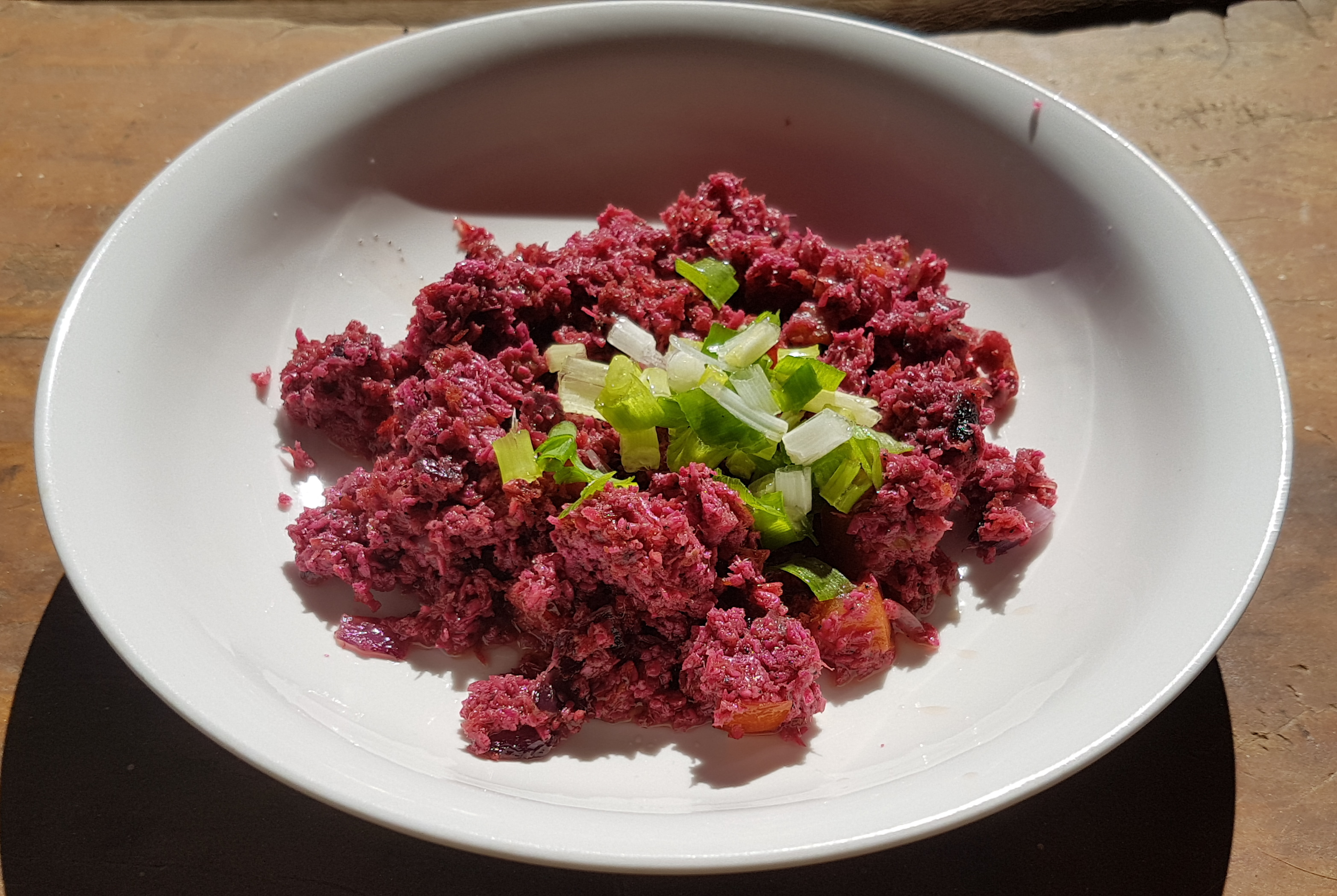
جينيسانج ألامانج من الفلبين. يكون عادةً أحمرًا أو ورديًا فاتحًا بسبب استخدام أنجاك ويظل من السهل التعرف على الروبيان أو الكريل. يُستهلك بكميات صغيرة جدًا فوق الأرز الأبيض.

نشأ معجون الروبيان في جنوب شرق آسيا القارية، ربما بين شعبي تشام ومون، ومن هناك انتشر جنوبًا إلى جنوب شرق آسيا المعزولة.
في جاوة، معجون الجمبري المخمر، كما هو مذكور في كتابين مقدسين سندانيين قديمين، كاريتا بورواكا كاروبان ناجاري وميرتاسينجا، كان موجودًا قبل القرن السادس. وفقًا لـ«كاريتا بورواكا كاروبان ناجاري»، أغضبت سيربون ملك مملكة جالوه بعد أن توقفوا عن دفع الجزية له. في «ميرتاسينجا»، ذُكر أن سيريبون تعرضت لهجوم مملكة جالوه لأنهم توقفوا عن إرسال التراسي إلى الملك.
كان معجون الروبيان أحد أشهر صادرات جاوة التي اشتراها التجار من الجزر المجاورة ومن الخارج. وفقًا لبورواكا كاروبان ناجاري، فإن المستكشف الصيني المسلم تشنغ خه من يونان، كان يشتري التراسي من سيربون ويُحضره إلى وطنه. كان هو الذي أدخل التراسي إلى الصين، وهو بهار أجنبي أصبح فيما بعد شائعًا وألهم السكان المحليين لصنع نسختهم الخاصة.
في عام 1707، وصف ويليام دامبير «التراسي» في كتابه «رحلة جديدة حول العالم» : «تركيبة ذات رائحة قوية، لكنها أصبحت وجبة لذيذة جداً عند السكان الأصليين». ووصفه دامبيير كذلك بأنه خليط من الجمبري والأسماك الصغيرة التي تُحول إلى نوع من المخلل الناعم مع الملح والماء، ثم تُعبئ العجينة بإحكام في وعاء من الطين. تؤدي عملية التخليل إلى تليين السمك وجعله طريًا. ثم يُصب مشروب الآراك في الجرار لحفظه. كتب دامبير: «كانت بقايا الأسماك المهروسة تسمى تراسي؛ وكانتالرائحة قوية جدًا. ومع ذلك، بعد إضافة جزء صغير منه، أصبحت نكهة الطبق لذيذة جدًا».
في ثمانينيات القرن التاسع عشر، وصفت آنا فوربس «التراسي» أثناء زيارتها لأمبون. كانت آنا زوجة عالم الطبيعة البريطاني هنري أوج فوربس ؛ وقد سافر الزوجان عبر جزر الهند الشرقية الهولندية آنذاك. في مذكراتها، تصف ثقافة وعادات وتقاليد السكان الأصليين، بما في ذلك تقاليدهم الطهوية. وبسبب هذا المكون ذو الرائحة الكريهة، اتهمت طباخها بمحاولة تسميمها وتخلصت من تلك «الحزمة الفاسدة الرهيبة». وكتبت لاحقًا: «ثم لاحظت أن كل طبق محلي أو أوروبي، تلك التي تناولتها منذ وصولي إلى الشرق، يحتوي على هذا؛ جوهر تلك الأشياء الفاسدة التي استخدمت توابلًا.»
وصف الدبلوماسي الفرنسي سيمون دي لا لوبير، الذي عينه الملك لويس الرابع عشر في البلاط الملكي في سيام في عام 1687، «الكابي» التقليدي. ففي أحد الفصول بعنوان «حول مائدة السياميين»، كتب: صلصاتهم بسيطة، عبارة عن قليل من الماء مع بعض التوابل والثوم والبصل الأخضر أو بعض الأعشاب الحلوة مثل البلسم. وهم يُقدّرون بشدة صلصة سائلة، مثل الخردل، وهي عبارة عن جراد البحر الفاسد فقط، لأنه مملح بشكل سيئ؛ ويُطلقون عليها اسم كابي».

## الأصناف
تتنوع مظاهر معجون الروبيان بين الصلصات السائلة الشاحبة والقوالب الصلبة بلون الشوكولاتة. عادة ما يكون معجون الروبيان المُنتج في هونغ كونغ وفيتنام رماديًا ورديًا فاتحًا؛ بينما النوع المُستخدم في المطبخ البورمي واللاوسي والكمبودي والتايلاندي والإندونيسي يكون بنيًا داكنًا. ي الفلبين، يكون عادةً أحمر أو ورديًا زاهيًا، بسبب استخدام الأنجكاك عامل تلوين. بينما يتميز كل معجون الروبيان برائحة نفاذة، فإن رائحة معجون الروبيان عالي الجودة تكون أخف بشكل عام. تُعتبر الأسواق القريبة من القرى المُنتجة لمعجون الروبيان أفضل الأماكن للحصول على منتج عالي الجودة. يختلف معجون الروبيان بين الثقافات الآسيوية المختلفة ويمكن أن يختلف في الرائحة والملمس والملوحة.

### الباغونغ ألامانغ
باغونغ ألامانغ هو المصطلح الفلبيني لمعجون الروبيان. إنه نوع من أنواع الباغونغ، وهي فئة من المأكولات البحرية المُخمرة في المطبخ الفلبيني والتي تُنتج أيضًا صلصة السمك. يُصنع من نفس روبيان الأسيتس كما في الأنواع الإندونيسية والماليزية ويُؤكل عادةً كطبقة علوية على المانجو الخضراء، ويُستخدم مكونًا رئيسًا في الطهي، أو يُقلى ويُؤكل مع الأرز الأبيض. يختلف معجون الباغونغ في المظهر والنكهة والتوابل حسب النوع. يُسوّق الباغونغ ألامانغ الوردي والمالح على أنه «طازج»، وهو في الأساس خليط الروبيان والملح الذي يُترك لينقع لبضعة أيام. نادرًا ما يُستخدم هذا الباغونغ في هذه الصورة، باستثناء استخدامه كطبقة علوية للمانجو غير الناضج. يُقلى المعجون عادةً مع توابل مختلفة، ويمكن أن تتراوح نكهته من مالحة إلى حارة وحلوة. سيختلف لون الصلصة أيضًا باختلاف وقت الطهي والمكونات المُستخدمة في القلي.
على عكس مناطق أخرى في جنوب شرق آسيا، مثل أرخبيل سولو، وبيسايا الغربية ومنطقة بيكول في جنوب شرق لوزون،  حيث يُخمّر الروبيان إلى درجة يصعب التعرف عليه أو يُطحن ليصبح قوامه ناعمًا، يظل الروبيان في باغونغ ألامانغ في أجزاء كثيرة من الفلبين قابلاً للتمييز، حيث يكون قوام الصلصة نفسها مكتنزًا.تُقدّم كمية صغيرة من الباغونغ المطبوخ أو المقلي طبقًا جانبيًا مع كاري كاري، وهو يخنة ذيل الثور مصنوعة من الفول السوداني.كما يُستخدم أيضًا عامل توابل رئيس في طبف البيناغونغان، وهو طبق من لحم الخنزير.
تشير كلمة باغونغ أيضًا إلى الصلصة المصنوعة من سمك فم القلنسوة والأنشوجة، والمعروفة باسم باغونغ تيرونغ.

#### الىبورونغ هيبون

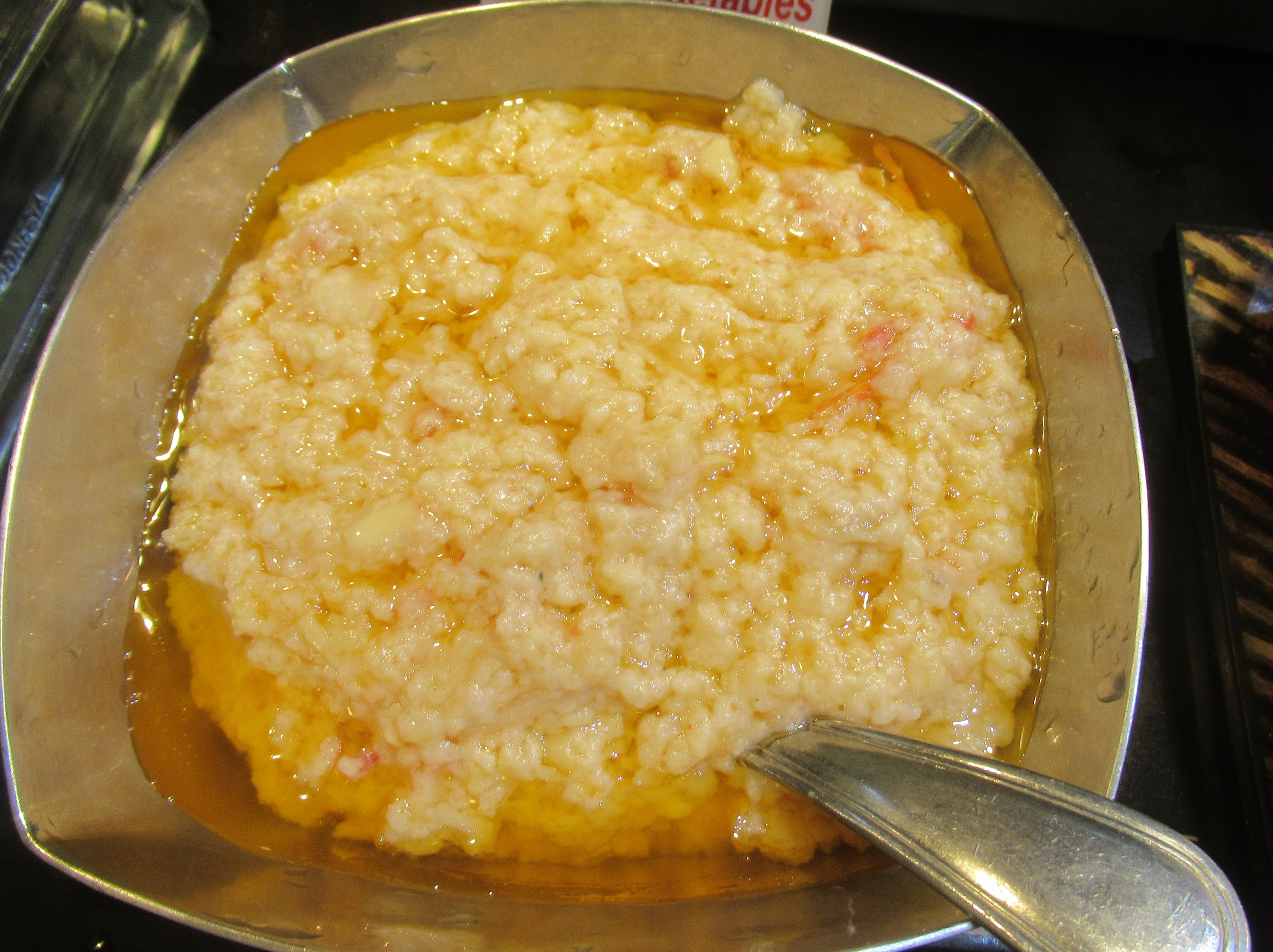
بورونغ هيبون

بالاو-بالاو، الذي يُعرف أيضًا باسم بورونغ هيبون، هو نوع من معجون الروبيان يُستخدم في مطبخ الملايو بولينيزي.

### البلاكان

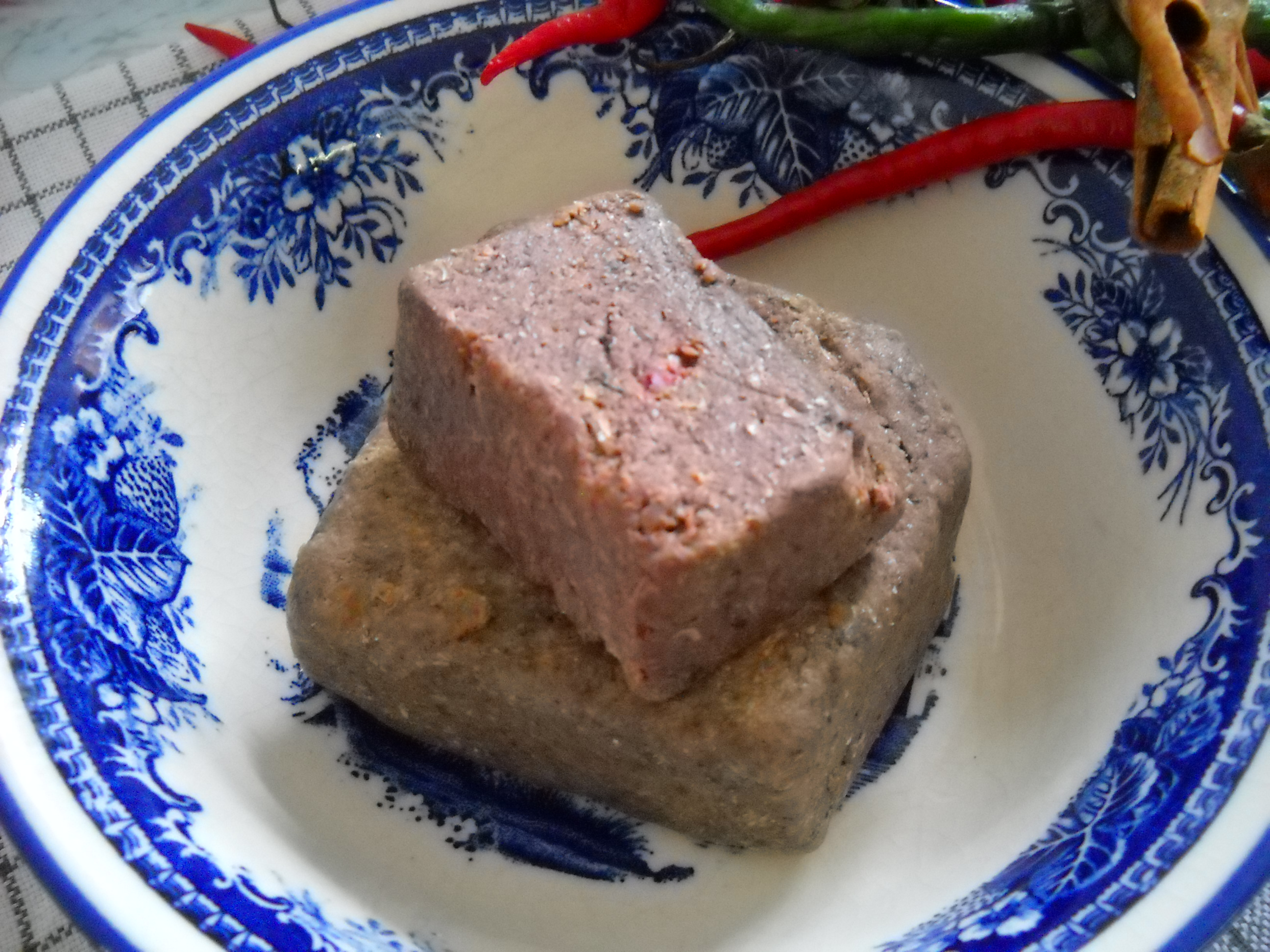
أعواد البيلاكان المُنتجة في جزيرة بانغكا بإندونيسيا

البلاكان، هو نوع ماليزي من معجون الروبيان، يُحضّر من روبيان صغير من نوع أسيتيس، المعروف باسم غيراغاو في ماليزيا أو ريبون في إندونيسيا. في ماليزيا، عادةً ما يُبخر الكريل أولاً، ثم يُهرس ليصبح معجونًا، ويُحفظ في التخزين لعدة أشهر. ثم يُحضّر الروبيان المُخمّر ويُقلى ويُكبس بشدة على شكل أقراص. أدرج الكاتب الإنجليزي ويليام مارسدن الكلمة في «قاموس اللغة الملايوية» الذي نشره عام 1812.
يُستخدم البلكان مكونًا في عديد الأطباق. أحد التحضيرات الشائعة هو سامبال بيلاكان، الذي يُصنع عن طريق خلط البيلاكان المحمص مع الفلفل الحار والثوم المفروم ومعجون الكراث والسكر ثم يُقلى. في بعض الأحيان يُحمّص لإبراز النكهة، مما يُنتج عادةً رائحة قوية ومميزة.
في شمال أستراليا، يُعرف نوع من أنواع سامبال بلاكان محليًا باسم بلاشان أو بلاشونغ ويُحضّر بشكل شائع بين عائلات السكانالأصليين وسكان جزر مضيق توريس في بروم وداروين وكيرنز. يُعزى وجوده إلى تأثير التجار الماكاساريين الأوائل.
نسخة من البلكان تشبه معجون الروبيان الفلبيني الطازج « باجونغ ألامانغ» تعرف باسم سينكالوك.
في سريلانكا، يعتبر البلكان أحد المكونات الرئيسة المستخدمة في صنع لامبرايس.

### البالتشاو
الغالمبو هو عبارة عن جمبري صغير مجفف يتم طحنه مع الفلفل الأحمر المجفف والتوابل وخل النخيل لصنع معجون بهارات يستخدم في الصلصة الحامضة والحلوة والحارة المعروفة باسم بالتشاو في غوا الهندية. جلبه البرتغاليون إلى غوا ونشأ في ماكاو. إنه يشبه المخلل إلى حد كبير ويستخدم توابلًا جانبية بكميات صغيرة.

### الهام ها
«هام ها» تُكتب أيضًا « هوم ها»، وتعرف أيضًا باسم «هار تشيونغ». وهو عبارة عن معجون الروبيان مطحون ناعماً شائع في مطبخ جنوب شرق الصين، كما يعد من التوابل الأساسية في عديد الأماكن التي استقر فيها الشعب الكانتوني. وهو أفتح لونًا مقارنة بمعجون الروبيان المصنوع في الجنوب. يعتبر ضرورية في عديد أطباق القلي السريع من لحم الخنزير والمأكولات البحرية والخضروات. الرائحة والنكهة قويتان جدًا. تكفي كرة بحجم اللؤلؤة من «هام ها» لتتبيل طبق قلي سريع لشخصين. لطالما كانت صناعة معجون الروبيان مهمة في منطقة هونغ كونغ، ولا تزال مصانع هونغ كونغ تشحن «هام ها» إلى المجتمعات في جميع أنحاء العالم.

### الكابي

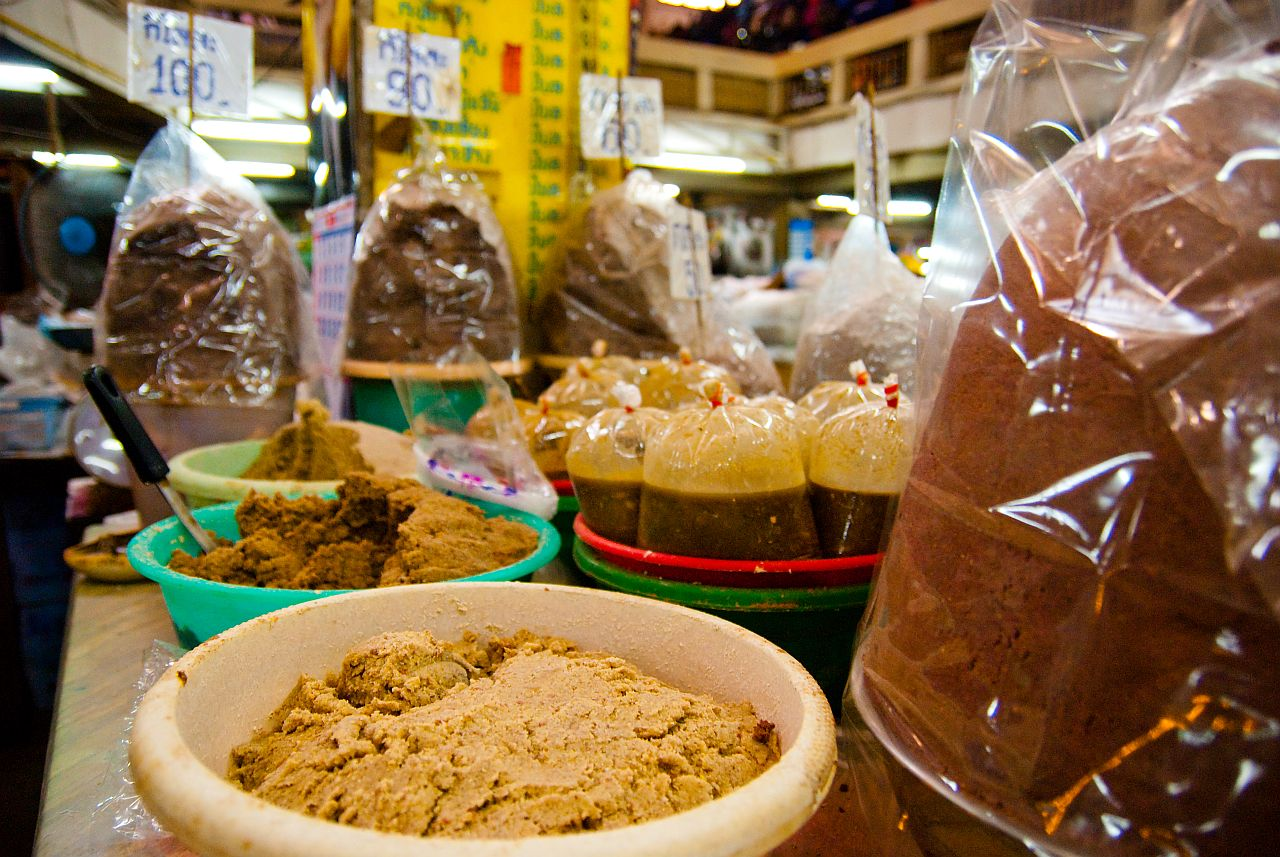
سلال وأكوام من معجون الروبيان التايلاندي في سوق واروروت، شيانغ ماي، تايلاند

في تايلاند، يُسمى معجون الروبيان «كابي». في تايلاند، يُعدّ مكونًا أساسيًا في أنواع عديدة من نام فريك، وهي تغميسات أو صلصات حارة، وفي جميع معاجين الكاري التايلاندية، مثل المعجون المستخدم في كاينغ سوم. وهو بهار حار مصنوع من معجون الروبيان الطازج وغالبًا ما يُؤكل مع «بلا ثو» المقلي والخضروات المقلية أو المطهوة على البخار أو النيئة. في جنوب تايلاند، توجد ثلاثة أنواع من معجون الروبيان: نوع مصنوع فقط من الروبيان، ونوع يحتوي على خليط من الروبيان ومكونات السمك، ومعجون آخر حلو المذاق. يتوفر «نام فريك ماينغ دا» في أسواق هات ياي وساتون. تُعصر سرطان حدوة الحصان وتُخلط مع كابي، مما يُعطي مذاقًا حلوًا إلى حد ما.نام فريك ماخام هو كابي مخلوط مع التمر الهندي وهو أكثر حموضة.
منتج غذائي تايلاندي شائع آخر هو «مون كونغ»، والذي يُترجم أيضًا بشكل مربك على أنه «معجون الروبيان». «مون كونغ» برتقالي اللون، زيتي، وأكثر سيولة في حين أن «الكابي» رمادي اللون، أرجواني فاتح أو حتى أسود، وأكثر صلابة وتفتتًا. «مون كونغ» هو في الواقع الدهون الموجودة داخل رأس الروبيان، من العضو الذي يلعب دور الكبد والبنكرياس، مما يجعله يشبه إلى حد ما فطيرة الروبيان أو فواغرة. قد يُستخدم مصطلح «تومالي الروبيان» للإشارة إلى «مون كونغ» على الرغم من أن «تومالي» يُفترض بشكل عام أنه يُحصد من جراد البحر أو سرطان البحر، وقد يُستخدم أيضًا في الترجمات الإنجليزية للمنتج الغذائي الياباني المختلف تمامًا «كانيميسو».

### المام توم

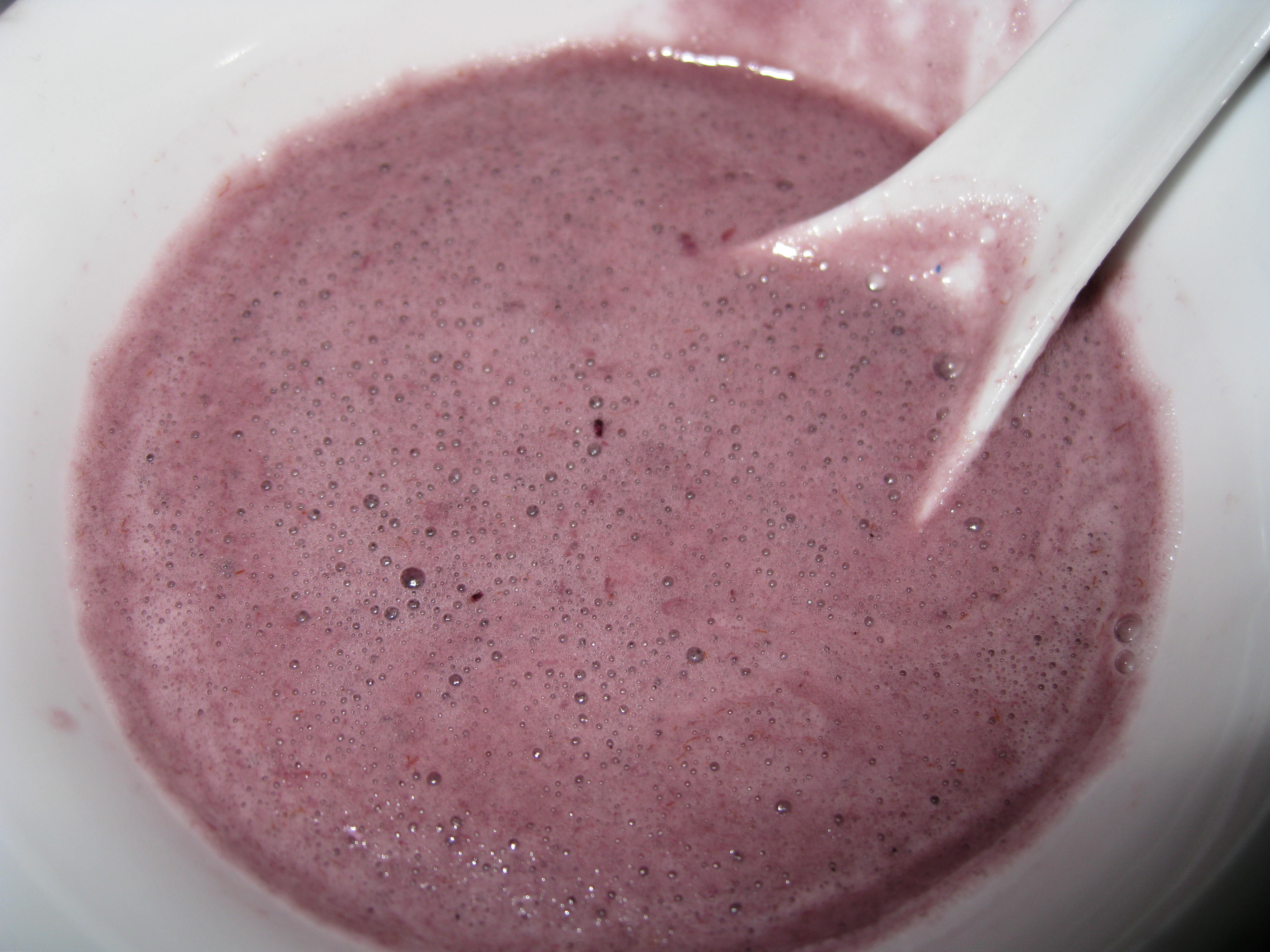
المام توم الفيتنامية (معجون الروبيان)

في فيتنام، يأتي معجون الروبيان في نوعين: معجون مُكثَّف أو صلصة أكثر سيولة. ولتحضيره للتقديم، عادة ما يُخلط مع السكر وعصير الليمون والبرتقال الذهبي والفلفل الحار عند استخدامه صلصة تغميس. غالبًا ما يستخدم الفيتناميون المام توم صلصة تغميس للحوم المسلوقة أو التوفو المقلي أو السمك المقلي أو لتتبيل بعض أطباق الحساء، مثل مثل البون مام.

### النغابي ياي
صلصة مائية أو توابل تحظى بشعبية كبيرة في ميانمار، وخاصة بين الجماعات العرقية البورمية والكارينية. يُغلى النغابي مع البصل والطماطم والثوم والفلفل والتوابل الأخرى. والنتيجة هي صلصة تشبه المرق رمادية مخضرة، تشق طريقها إلى كل مائدة طعام بورمية. تُغمس الخضروات والفواكه الطازجة أو النيئة أو المسلوقة في نغابي ياي وتُؤكل. في بعض الأحيان، في العائلات الأقل ثراءً، يشكل نغابي ياي الطبق الرئيسي، وأيضًا المصدر الرئيسي للبروتين.

### البيتيس أودانغ

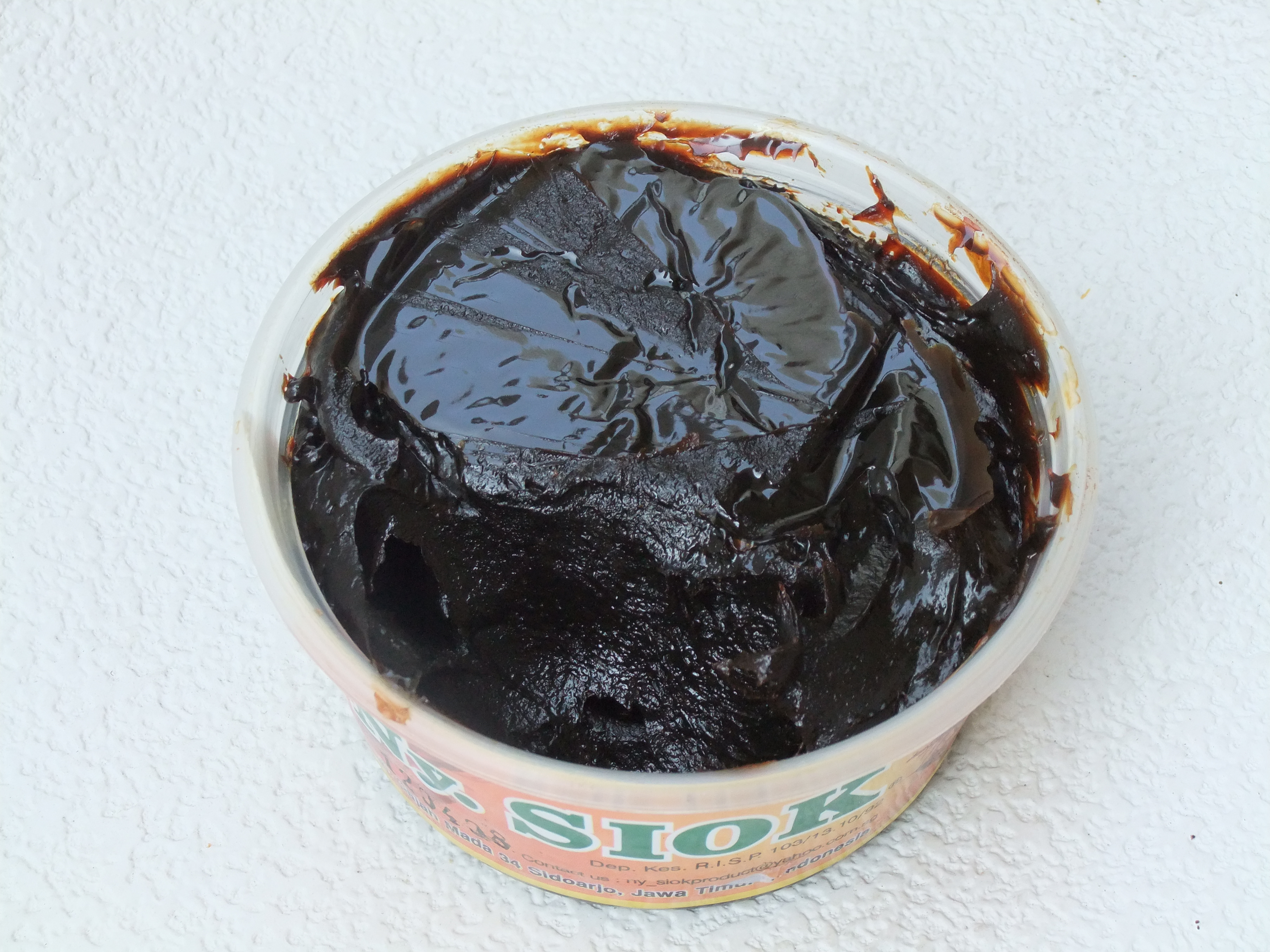
قوام معجون الروبيان الأسود يشبه الدبس، يُنتج في سيدوارجو، جاوة الشرقية، إندونيسيا

بيتي أودانغ هو نوع من معجون الروبيان/القريدس المستخدم في إندونيسيا وماليزيا وسنغافورة. في إندونيسيا، تحظى بشعبية خاصة في جاوة الشرقية. يتميز هذا المعجون الأسود السميك بقوام يشبه دبس السكر بدلاً من المظهر الصلب الشبيه بالطوب للبلاكان. كما أنه يتميز بمذاق أحلى بسبب السكر المضاف إليه. يُنتج البيتي عن طريق غلي المادة الطينية المتبقية من معالجة الروبيان. يُضاف دبس السكر بشكل عام لتوفير نكهة حلوة للبيتي. يُستخدم لإضفاء النكهة على الأطعمة الشائعة في الشوارع المحلية مثل لفائف بوبيا سبرينج رولز وأسام لاكسا ولفائف أرز تشي تشيونغ فان، وسلطات روجاك، مثل روجاك سينجور وروجاك بيتيس. في إندونيسيا، المنتجون الرئيسيون للبيتي هم الصناعات المنزلية في منطقة سيدوارجو وباسوروان وجريسيك في جاوة الشرقية.

### السيدول
في منطقة تلال شيتاغونغ في بنغلاديش، يطلق السكان الأصليون من جماعة جومَّا على معجون الروبيان اسم «سيدول» أو «نابى». يستخدمونه في إعداد أطباق الخضروات، مثل كاري براعم الخيزران. يعد كاري براعم الخيزران هذا طبقًا تقليديًا لسكان جومَّا الأصليين. ويُحضّرونه بالطريقة التالية: تُجمع براعم الخيزران أولاً من غابة الخيزران، ثم تُنزع أوراقها وتُغلى في الماء. بعد ذلك، يُخلط الماء المغلي مع معجون الروبيان. يُضاف بعض الفلفل الحار ومعجون الثوم والملح والدقيق إلى معجون الروبيان المخلوط بالماء. يُسخّن الخليط، وبعد بضع دقائق، يُوضع على براعم الخيزران المسلوقة أثناء استمرار التسخين. بعد بضع دقائق أخرى، يصبح الطبق جاهزًا للتقديم.

### التراسي
تراسي، وهو نوع إندونيسي من معجون الروبيان المجفف، يُشترى عادةً على شكل قوالب داكنة، ولكنه يُباع أحيانًا مطحونًا كمسحوق خشن حبيبي. يختلف لون ورائحة التراسي حسب القرية التي أنتجته. يتراوح اللون من لون أرجواني ضارب إلى الحمرة إلى بني داكن. في سيريبون، وهي مدينة ساحلية في جاوة الغربية، يُصنع التراسي من روبيان صغير يُسمى ريبون، وهو أصل اسم المدينة. نوع آخر هو بيتي مصنوع من الروبيان أو التونة الممزوجة بسكر النخيل. في سيدوارجو، شرق جاوة، يُصنع التراسي من خليط من المكونات مثل السمك والروبيان الصغير والخضروات. يعتبر التراسي مكونًا مهمًا في سامبال تراسي، وكذلك في عديد المأكولات الإندونيسية الأخرى، مثل سايور آسيم، ولوتيك، وكاريدوك، وروجاك.
في جزيرة لومبوك بإندونيسيا، يتم صنع معجون الروبيان أكثر مذاقًا وحلاوة يسمى "لينجكاري".

## الصناعة

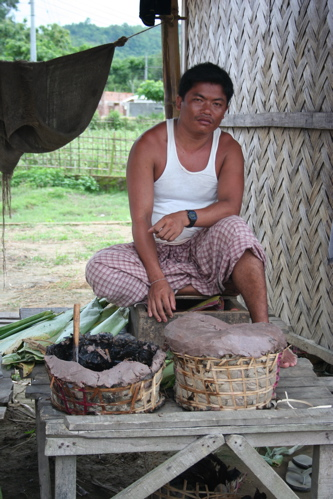
بائع يبيع معجون الروبيان

لا تزال عائلات الصيد في القرى الساحلية تصنع معجون الروبيان. يبيعونه إلى الموردين أو الوسطاء أو الموزعين الذين يثعبئونه لإعادة بيعه للمستهلكين. غالبًا ما يُعرف معجون الروبيان بالمنطقة التي يأتي منها نظرًا لأن تقنيات الإنتاج والجودة تختلف من قرية إلى أخرى. تشتهر بعض المناطق الساحلية في إندونيسيا، مثل باغانسيابيابي في رياو وإندرامايو وسيريبون في جاوة الغربية، وسيدوارجو في جاوة الشرقية ؛ فضلاً عن قرى مثل جزيرة بيتونج في ماليزيا، وجزيرة ما وان في هونغ كونغ، وفي خليج لنغاين، وبانغاسينان في الفلبين، بإنتاج معجون الروبيان عالي الجودة.

## التحضير
يمكن أن تختلف تقنيات التحضير بشكل كبير؛ ومع ذلك، فإن الإجراء التالي هو الأكثر شيوعًا في الصين، وفي معظم دول جنوب شرق آسيا.
بعد صيد الروبيان الصغير، يُفرغ ويُشطف ويُصفى قبل تجفيفه. يمكن إجراء التجفيف على حصائر بلاستيكية على الأرض تحت الشمس، أو على أسرة معدنية على ركائز منخفضة، أو باستخدام طرق أخرى. بعد عدة أيام، سيتحول خليط الروبيان والملح إلى لب سميك داكن اللون. إذا كان الروبيان المستخدم في إنتاج المعجون صغيرًا، فإنه يكون جاهزًا للتقديم بمجرد تحلل كل روبيان على حدة إلى درجة يصعب التعرف عليه. إذا كان حجم الروبيان أكبر، فإن عملية التخمير ستستغرق وقتًا أطول وسيُطحن اللب للحصول على قوام أكثر سلاسة. عادة ما تُكرر عملية التخمير/الطحن عدة مرات حتى ينضج المعجون تمامًا. ثم يُجفف القرويون المعجون ويُقطعونه إلى قوالب ليُباع. لا يتطلب معجون الروبيان المجفف التبريد.

## التوفر

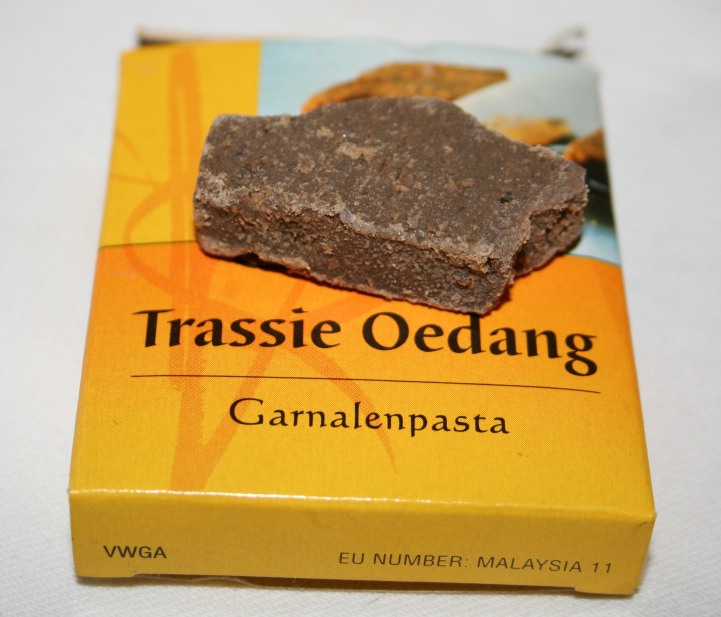
، كما تُباع في سوبر ماركت هولندي

يمكن العثور على معجون الروبيان في دول خارج جنوب شرق آسيا في الأسواق التي تلبي احتياجات العملاء الآسيويين. في هولندا، يمكن العثور على معجون الروبيان على الطريقة الإندونيسية في محلات السوبر ماركت التي تبيع الأطعمة الآسيوية، مثل «تراسي أويدانغ» من العلامة التجارية كونيمكس. في الولايات المتحدة، يمكن العثور على ماركات من معجون الروبيان التايلاندي مثل بانتينوراسينغ وترا تشانغ. تتوفر أيضًا معاجين الروبيان من دول أخرى في محلات السوبر ماركت الآسيوية وعبر الطلب بالبريد. كما أنه متوفر بسهولة في سورينام بسبب التركيز العالي للسكان الجاويين. في أستراليا، يمكن العثور على معجون الروبيان في معظم الضواحي التي يقيم فيها سكان جنوب شرق آسيا.

## الملاجظات
1. ↑  معجون الروبيان المقلي
2. ↑  أرز الخميرة الحمراء
3. ↑  تراسي أو تيراسي
4. ↑  على شكل معجون الروبيان والملح، منتجاتهم الإقليمية
5. ↑  أرز الخميرة الحمراء

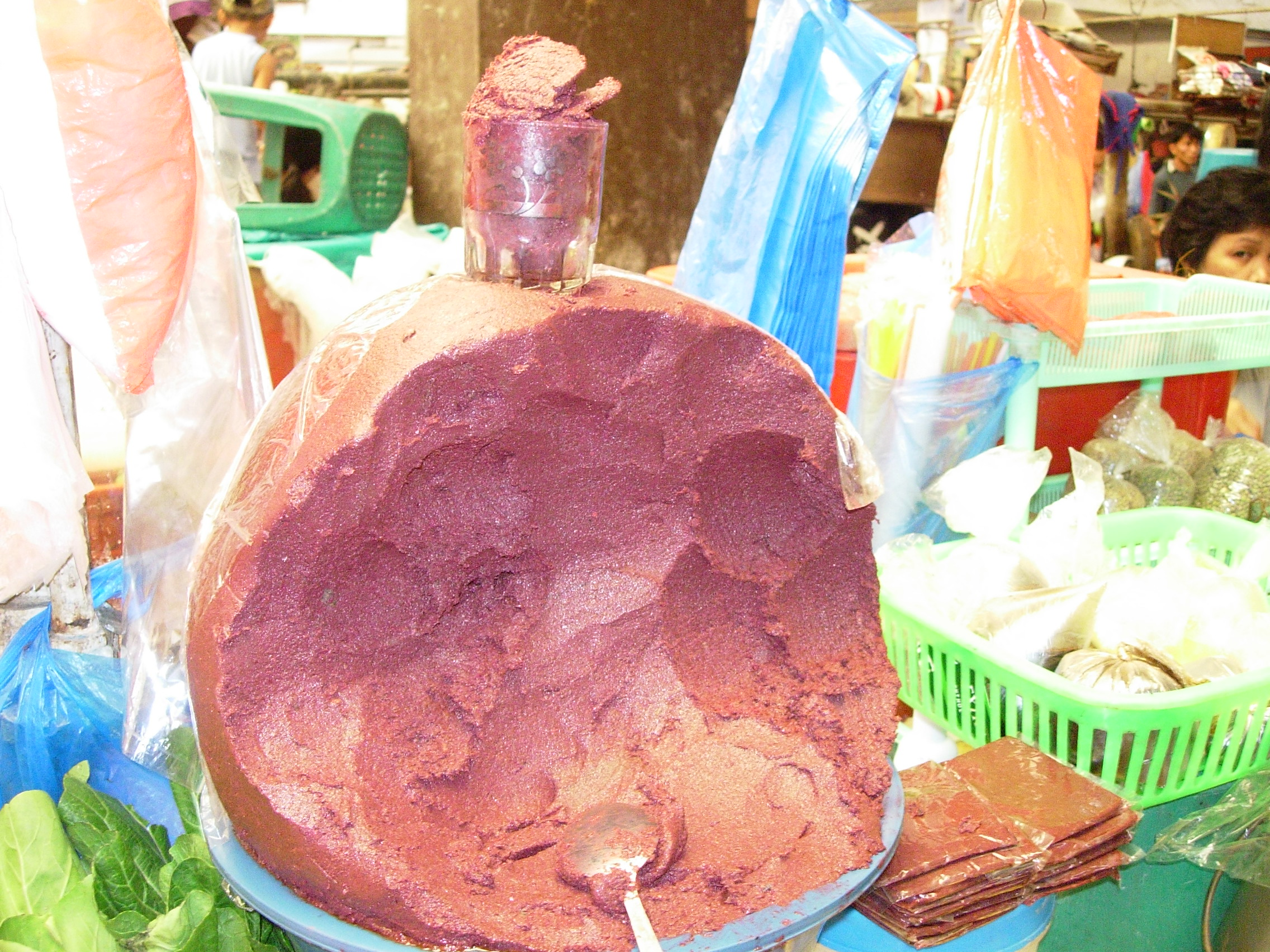
كتلة من معجون الروبيان في دوماغويتي، أورينتال نيغروس، الفلبين

6. ↑  يُعرف أيضًا بأسماء مختلفة مثل أرامانغ، أو ياب، أو دا يوك، أو غيناموس، وغيرها في اللغات الفلبينية المختلفة
7. ↑  بما في ذلك الأسماك المُخمرة، والمحار، وبلح البحر
8. ↑  باتيس
9. ↑  المعروف في الفلبينية/التاغالوغية باسم ألامانغ
10. ↑  كما يُؤكل مع موز سابا[الإنجليزية] المسلوق أو البفرة
11. ↑  حرفيًا «ما يُضاف إليه الباغونغ»
12. ↑  تهجئة صوتية للنطق الإندونيسي
13. ↑  والذي يتم تخميره لفترة أقصر
14. ↑  (بالصينية: 鹹蝦؛ بالكانتونية: hàahm hā) ؛ (البينيين: xiánxiā)
15. ↑  (بالصينية: 蝦醬؛ بالكانتونية: hā jeung) 花安) ؛ (البينيين: xiājiàng)
16. ↑  الكابي
17. ↑   (بالتايلاندية: กะปิ)؛ (باللاوية: ກະປິ)
18. ↑  سمكة القرفة القصيرة
19. ↑  ماينغ دا
20. ↑  ماخام
21. ↑  (بالفيتنامية: mắm tôm)
22. ↑  إما سمك أو روبيان، ولكن يُستخدم في الغالب نغابي السمك الكامل
23. ↑  مثل النعناع والملفوف والطماطم والمانجو الأخضر والتفاح الأخضر والزيتون والفلفل الحار والبصل والثوم

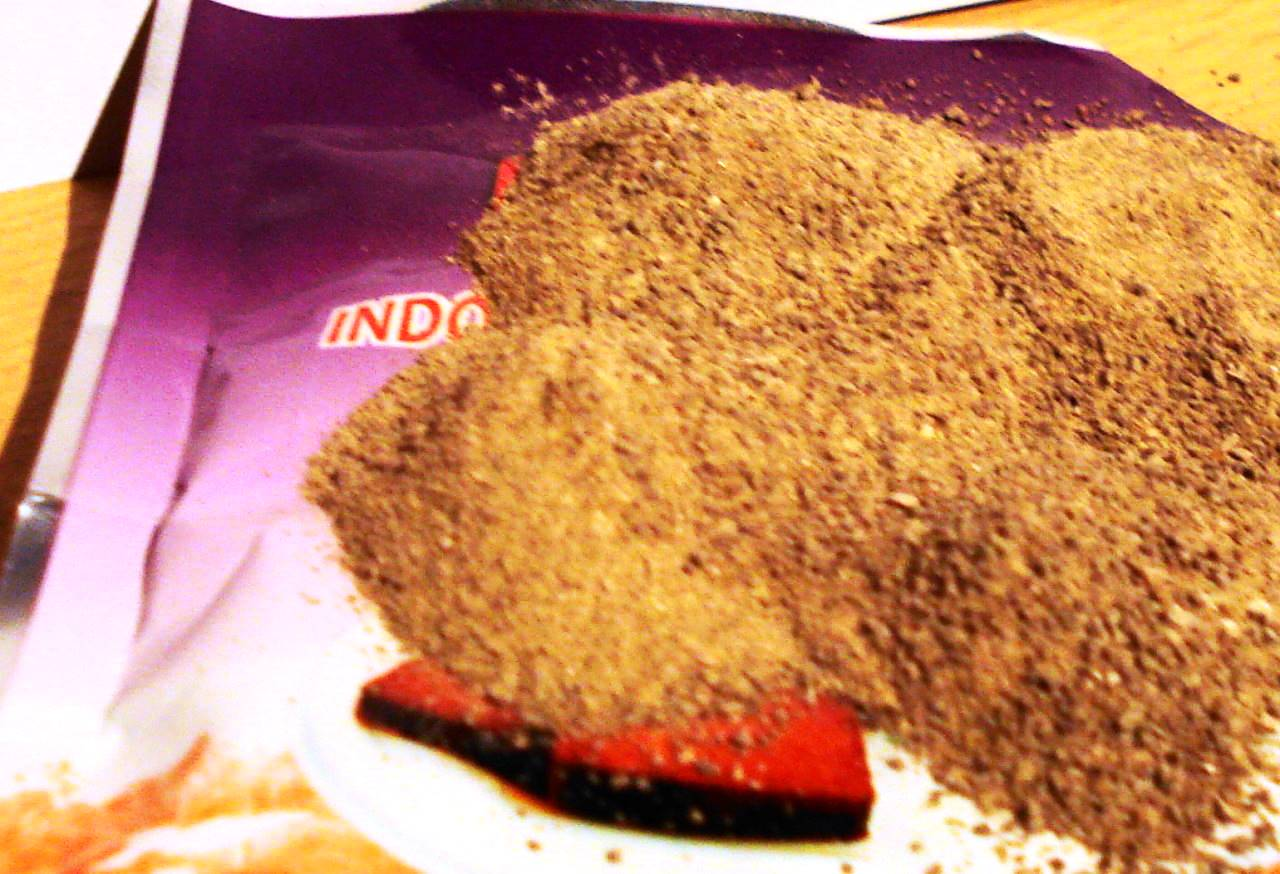
مطحون في هولندا

24. ↑  بالهولندية: trassi، بالجاوية: ꦠꦿꦱꦶ، بالحروف اللاتينية: trasi
25. ↑  وخاصة جاوي
26. ↑  Acetes
27. ↑  أودانج
28. ↑  حساء الخضار مع التمر الهندي
29. ↑  ويسمى أيضًا جادو جادو، سلطة على الطريقة الإندونيسية في صلصة الفول السوداني[الإنجليزية]
30. ↑  مشابه للوتيك، ولكن يتم تقديم الخضار نيئة
31. ↑  سلطة فواكه حارة على الطريقة الإندونيسية
32. ↑  Budu (sauce)
33. ↑  ما وان

## الروابط الخارجية
- Thai Shrimp Paste Kasma Loha-unchit in Dancing Shrimp: الوصفات التايلاندية المفضلة للمأكولات البحرية.